# AVG PC TuneUp
AVG TuneUp, vorher AVG PC TuneUp, TuneUp Utilities und TuneUp, ist eine vom deutschen Unternehmen TuneUp Software (seit 2011 eine Tochtergesellschaft des tschechischen Herstellers für Sicherheitssoftware AVG) entwickelte Systemsoftware für Microsoft Windows, die unterschiedliche Dienstprogramme (utilities) zum Analysieren, Konfigurieren und Warten von Computern enthält.

## Geschichte
Die erste Version dieser Software wurde in dem Jahr 1997 unter dem Namen TuneUp 97 veröffentlicht und erlangte durch die Vorstellung und Auszeichnung durch mehrere deutschsprachige Fachzeitschriften einen großen Bekanntheitsgrad auf dem deutschsprachigen Gebiet.
Mit der Veröffentlichung von TuneUp Utilities 2003 im November 2002 ist das Wort Utilities in den Produktnamen aufgenommen worden. Dabei wurde diese vorher nur deutschsprachige Software auch in den Sprachen Englisch und Französisch angeboten.
Seit der Version TuneUp Utilities 2011 gibt es mit den Business Editions auch Ausgaben für Geschäftskunden. Dafür ist die Firma TuneUp in dem September 2011 mit der Firma S.A.D. eine Partnerschaft für den Vertrieb eingegangen.